# Strvina
Strvina je pojam koji se odnosi na truplo umrle životinje. Strvina je važan izvor hrane velikim mesojedima i svejedima u većini ekosustava. Primjeri životinja koje se hrane strvinom jesu hijene, strvinari, tasmanijski vragovi, crni medvjedi, bjeloglavi supovi, rakuni i australski kusorepi gušteri. Mnogi beskralješnjaci, poput crva i strvinara tvrdokrilaca također se hrane strvinom i igraju važnu ulogu u razgradnji ostataka uginulih životinja.
Strvina se počinje raspadati od trenutka smrti životinje, te će s odmicanjem vremena privlačiti sve veći broj kukaca i postati plodno tlo za razvoj bakterija. Nedugo nakon smrti životinje, njeno će tijelo poprimiti neugodan miris, izazvan prisutnošću bakterija i otpuštanjem biogenih amina - kadaverina i putrescina. Neke biljke i gljivice mirišu nalik raspadajućoj strvini kako bi privukli kukce koji pomažu u oprašivanju. Smrdljivi stršak primjer je gljiva koje pokazuju ovo obilježje.